# Me Against the World
Me Against the World är den amerikanska hiphopartisten 2Pacs tredje album. Det släpptes 1995 av skivbolaget Interscope Records. Det var hans första album att toppa Billboard 200 och innehåller hiten "Dear Mama". Albumet spelades in efter att 2Pac nära skjutits till döds i New York och det släpptes medan 2Pac ännu satt i fängelset

## Låtlista
1. "Intro" - 1:40
2. "If I Die 2 Nite" - 4:01
3. "Me Against the World" - 4:40
4. "So Many Tears" - 3:59
5. "Temptations" - 5:00
6. "Young Niggaz" - 4:53
7. "Heavy in the Game" - 4:23
8. "Lord Knows" - 4:31
9. "Dear Mama" - 4:39
10. "It Ain't Easy" - 4:53
11. "Can U Get Away" - 5:45
12. "Old School" - 4:40
13. "Fuck the World" - 4:13
14. "Death Around the Corner" - 4:07
15. "Outlaw" - 4:32